# 檀野芽紅
檀野 芽紅（だんの めぐ、2001年3月7日 - ）は、日本の柔道選手。大阪府出身。階級は63kg級。身長159cm。血液型はO型。組み手は左組み。得意技は袖釣込腰。

## 経歴
柔道は5歳の時に弥刀少年柔道クラブで始めた。広陵中学から星翔高校へ進むと、3年の時にインターハイ63㎏級で優勝を果たした。2019年に龍谷大学へ進学すると、1年の時にはアジアジュニアで優勝した。4年の時に優勝大会と体重別団体で2位になった。2023年にコマツの所属となると、実業個人選手権で2年連続3位になった。2024年のシニア体重別で優勝した。講道館杯ては決勝でブイ・テクノロジーの嘉重春樺に敗れて2位だった。グランドスラム・東京でも決勝で嘉重に反則負けして2位にとどまった。2025年のグランドスラム・パリでは準決勝で地元フランスのマノン・ドゥクテルに敗れるなどして5位だった。
IJF世界ランキングは700ポイント獲得で57位(25/6/3現在)。

## 戦績
- 2018年 - インターハイ 優勝
- 2019年 - アジアジュニア 優勝
- 2021年 - 優勝大会 3位
- 2022年 - 優勝大会 2位
- 2022年 - 体重別団体 2位
- 2023年 - 実業個人選手権 3位
- 2024年 - シニア体重別　優勝
- 2024年 - 実業個人選手権 3位
- 2024年 - 講道館杯 2位
- 2024年 - グランドスラム・東京 2位
- 2025年 - グランドスラム・パリ　5位
- 2025年 - 実業団体 2位

(出典、JudoInside.com)